# Isle au Haut
Isle au Haut es un pueblo ubicado en el condado de Knox en el estado estadounidense de Maine. En el Censo de 2010 tenía una población de 73 habitantes y una densidad poblacional de 0,25 personas por km².

## Geografía
Isle au Haut se encuentra ubicado en las coordenadas 44°2′48″N 68°37′37″O / 44.04667, -68.62694. Según la Oficina del Censo de los Estados Unidos, Isle au Haut tiene una superficie total de 293.18 km², de la cual 32.43 km² corresponden a tierra firme y (88.94%) 260.75 km² es agua.

## Demografía
Según el censo de 2010, había 73 personas residiendo en Isle au Haut. La densidad de población era de 0,25 hab./km². De los 73 habitantes, Isle au Haut estaba compuesto por el 91.78% blancos, el 1.37% eran afroamericanos, el 2.74% eran amerindios, el 1.37% eran asiáticos, el 0% eran isleños del Pacífico, el 0% eran de otras razas y el 2.74% pertenecían a dos o más razas. Del total de la población el 0% eran hispanos o latinos de cualquier raza.